# پرپراوا کورساکا
پرپراوا کورساکا (به لاتین: Pereprava Korsaka) یک منطقهٔ مسکونی در روسیه است که در استان آستراخان واقع شده‌است.